# Будинок офіцерів (Рівне)

## Історія
Будівля розташована у західній частині міста (вул. Соборна, 215), на території, що примикає до колишнього військового містечка межі ХІХ-ХХ століть. Розбудова його інфраструктури у міжвоєнний період розпочалась на початку 1920-х рр., коли Рівне у складі Волинського воєводства увійшло до складу Другої Речі Посполитої.
Будинок споруджено до 1935 р. (ймовірно у 1923—1931 рр.) як об'єкт громадського призначення — Будинок солдата (польською — Dom Żołnierza), для проведення дозвілля військовослужбовців 21-го полку Надвіслянських уланів, який дислокувався у місті у 1920-30-х рр. Разом з будівлею штабу названого полку та римо-католицьким костелом св. Петра і Павла є складовою архітектурного комплексу, сформованого у 1930-х роках.
Впродовж періоду після Другої світової війни використовувався як гарнізонний будинок офіцерів Радянської армії.
З початку 1990-х рр. — до сьогодні (вересень, 2020) — приміщення використовуються для потреб приватного бізнесу. Частина приміщень пустує та на сьогодні є зруйнованою.

## Архітектура
Будинок являє собою видовжений симетричний двоповерховий об'єм, накритий чотирисхилим дахом, зорієнтований головним фасадом у північно-східному напрямку — на сучасну вулицю Соборну. Має складну конфігурацію в плані: до центрального прямокутного блоку по чотирьох кутах примикають наближені до квадратів прибудови, до кожної з яких веде окремий вхід. Між вказаними прибудовами симетрично до головної осі розташовуються одноповерхові частини будівлі, накриті односхилим дахом.
Відповідно до проєкту, розташування входів до будинку зі сторони вул. Соборної планувалось через прибудови, у яких містяться гардероби і сходи на другий поверх. У процесі будівництва, як свідчать фото 1930-х рр., на осі головного фасаду було передбачено ще один — головний вхід, який вів безпосередньо до вестибюлю. Основним композиційним елементом плану будівлі є двосвітна глядацька кінозала з неглибокою сценою. П-подібний балкон по периметру облямовує залу на рівні другого поверху і підтримується циліндричними стовпами-колонами зі стилізованими капітелями.
Архітектурно-стилістичне вирішення відображає характерні для середини — 2-ї половини 1920-х рр. національно-романтичні тенденції в польській міжвоєнній архітектурі, зокрема, при формуванні загальної симетричної композиції об'єму і при використанні елементів неоренесасної та неокласицистичної архітектури.
У радянський період будівля зазнала часткових перебудов: перед входом по головній осі прибудовано тамбур, в масив якого були інтегровані спарені колони, що підтримують балкон; до дворового фасаду — одноповерхова прибудова для потреб будинку офіцерів.

## Галерея

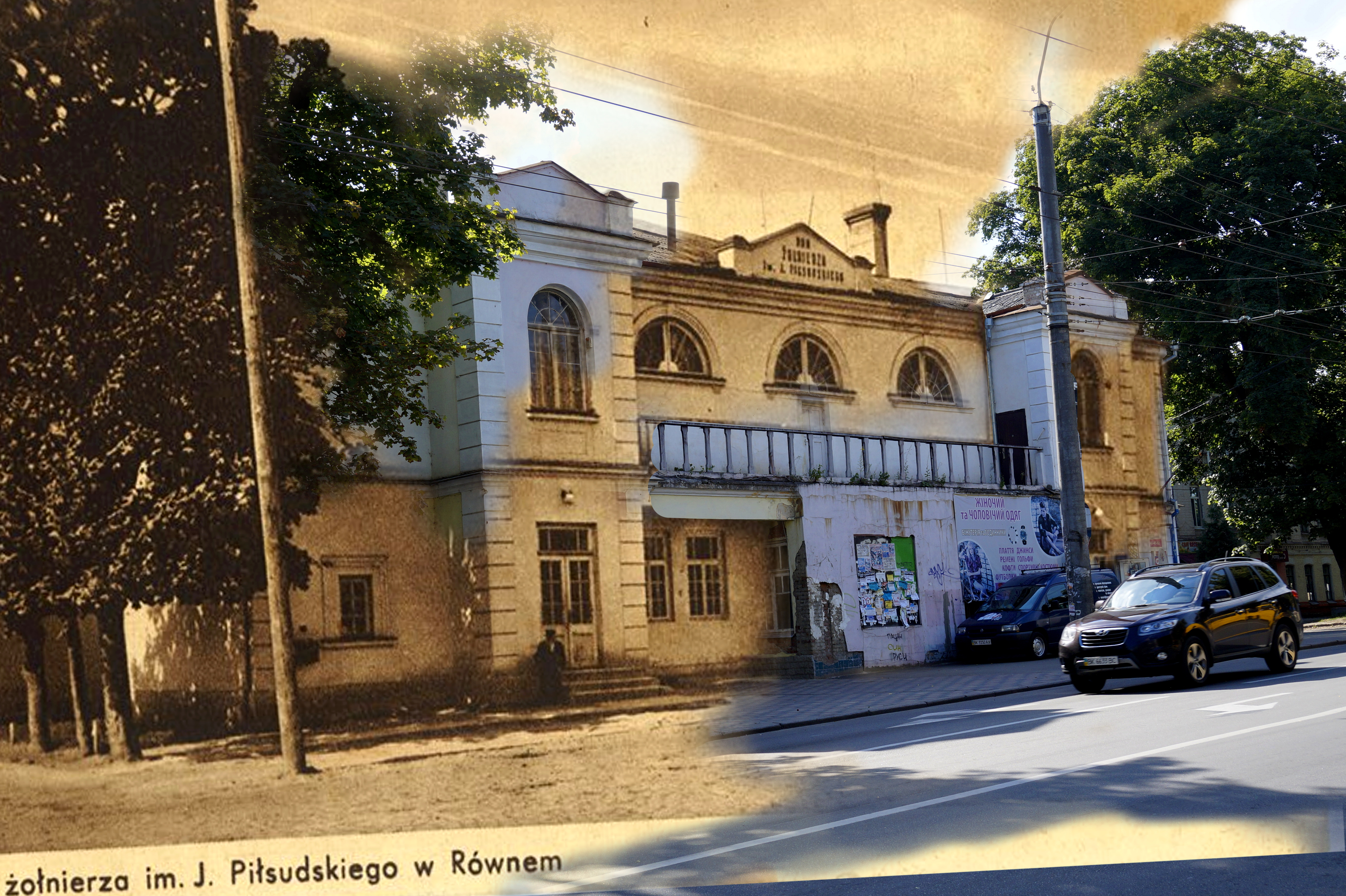
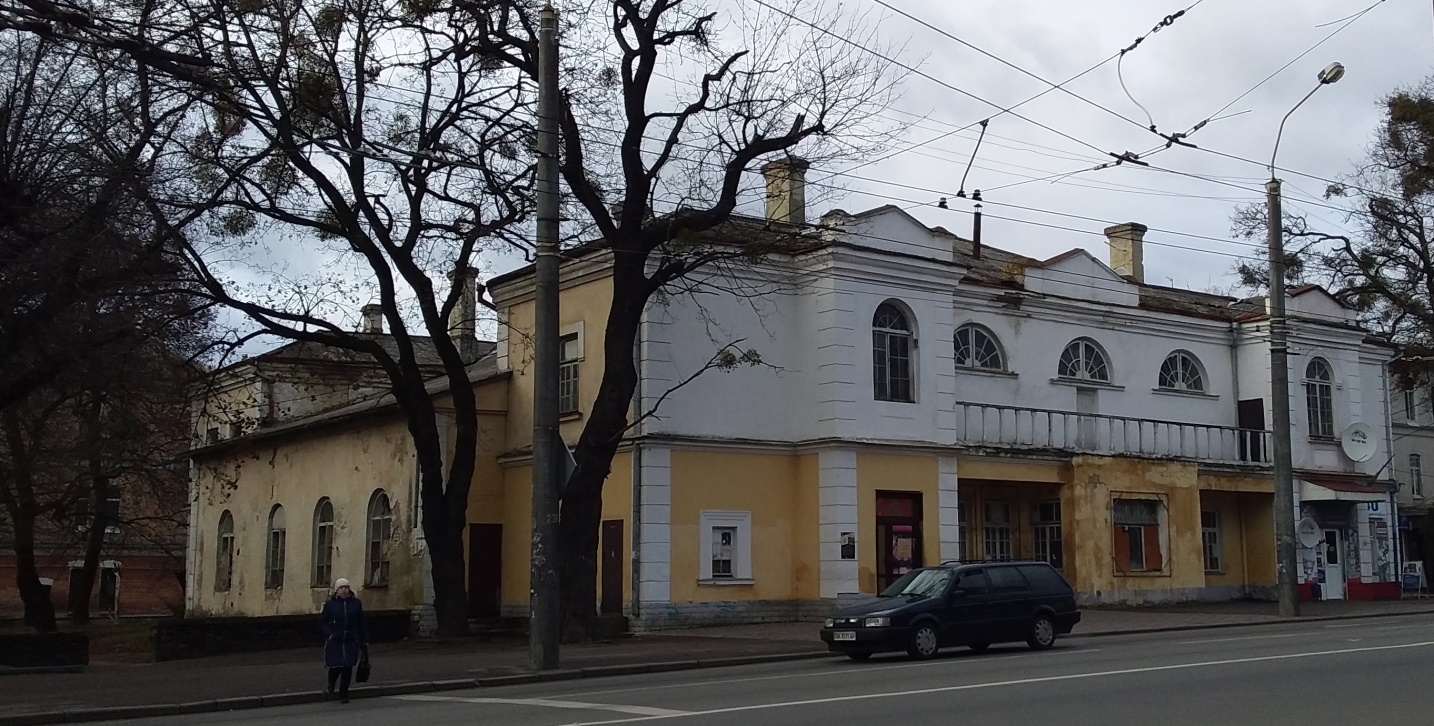
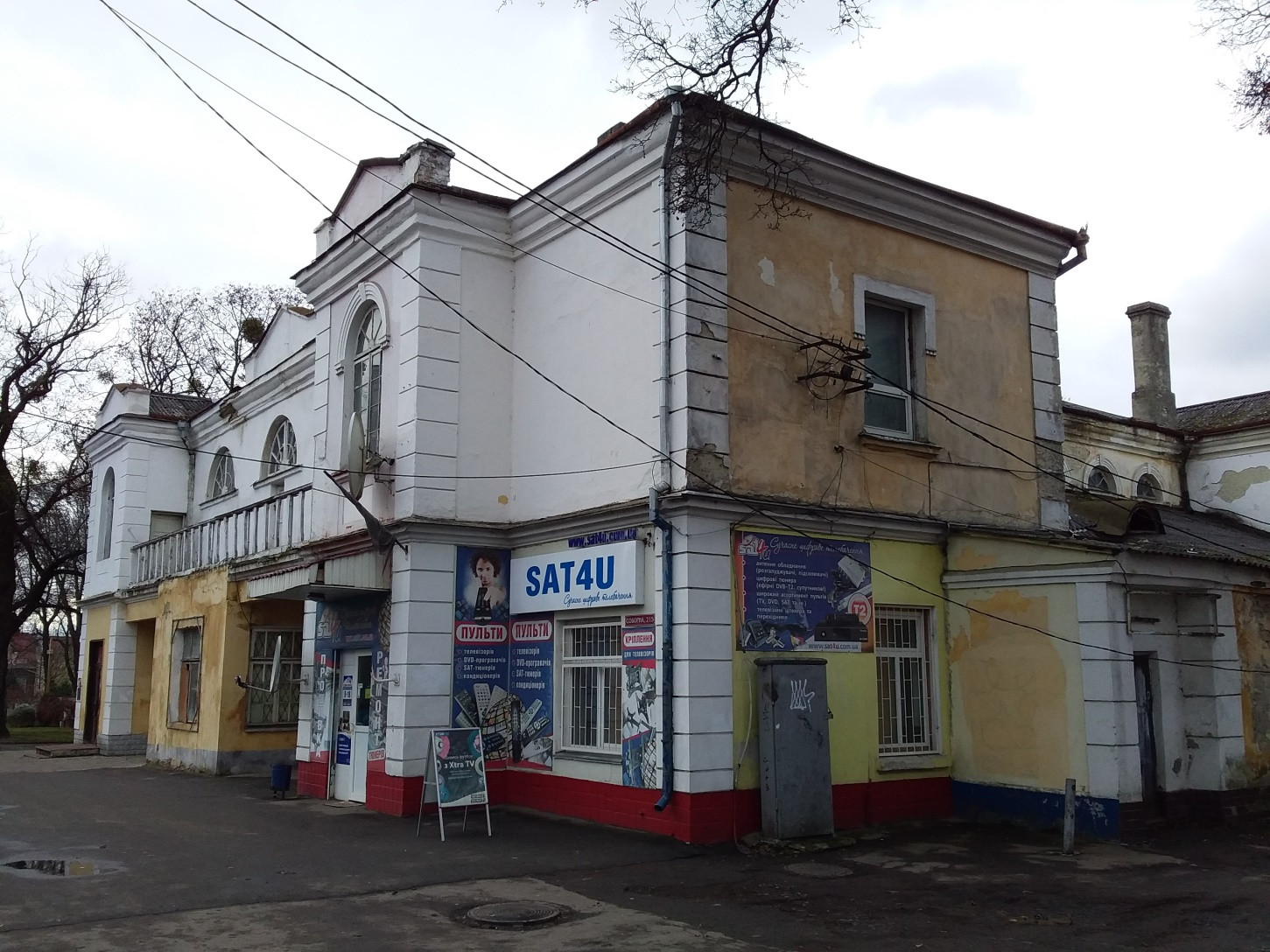